# Heinrich Alken
Heinrich Alken (* 17. Februar 1753 in Mayen; † 18. Oktober 1827) war ein deutscher Bildhauer und Maler des Barocks. 

## Leben
Er war seit dem 21. April 1777 mit Maria Gertruda Newinger (1752–1800) verheiratet. Nach deren Tod heiratete er am 18. Februar 1801 Catharina Knauf († 29. März 1813).

## Werke (Auswahl)
Schnitzereien

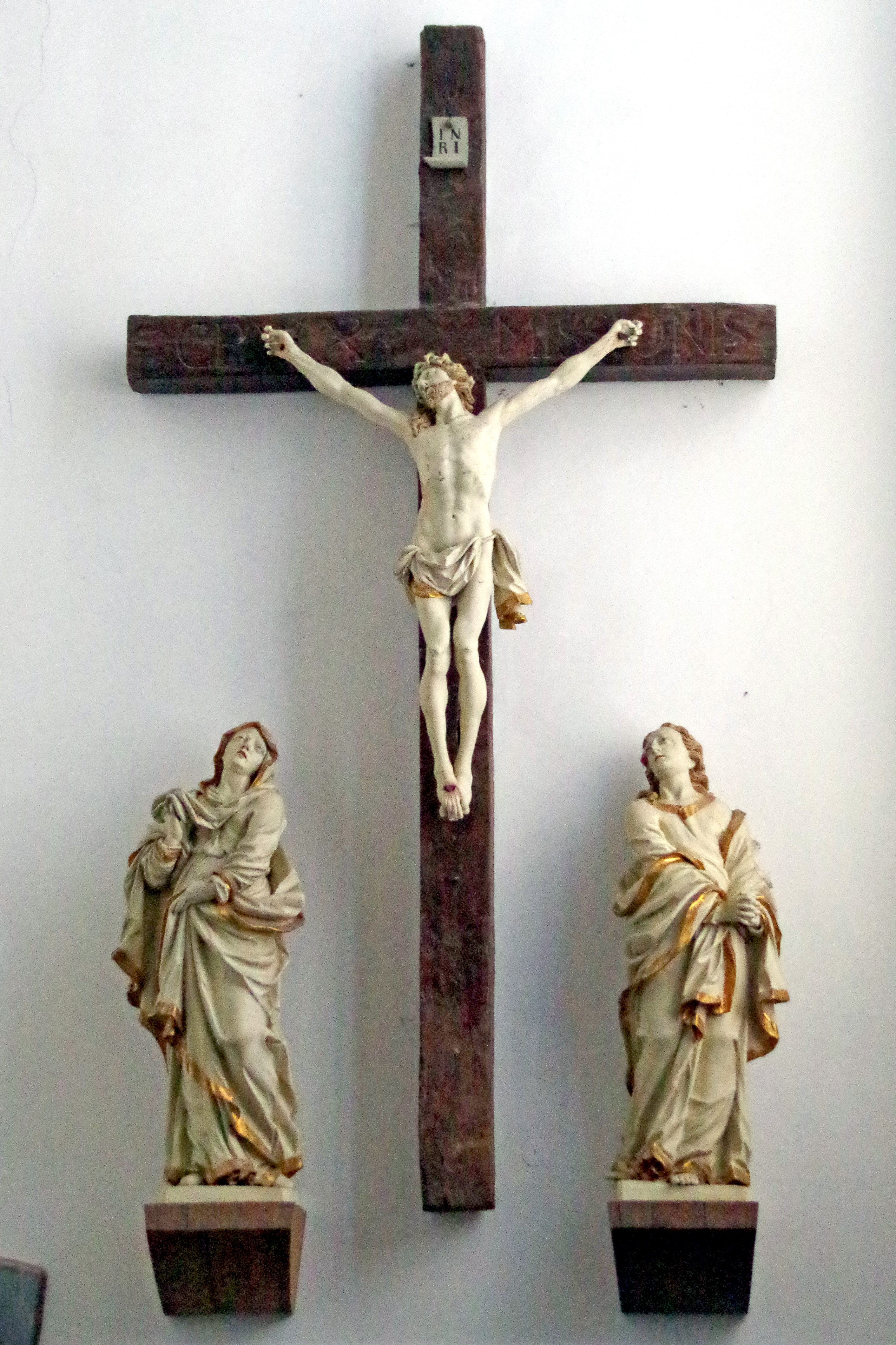
St. Clemens (Mayen), Kreuzigungsgruppe

- Kreuzigungsgruppe (Kath. Kapelle St. Anna, Mayen)
- Auge Gottes (Kath. Kapelle St. Maternus, Brachtendorf)
- Lamm Gottes (Kath. Pfarrkirche St. Johann Bapt., St. Johann)
- Lorbeerkränze, Girlanden (Hl.-Kreuz-Kapelle, Spessart)

Gemälde
- Stadtansicht von Mayen (Eifelmuseum Mayen)
- St. Petrus (Kath. Pfarrkirche St. Nikolaus, Kottenheim)[1]
- St. Clemens und St. Veit (Stadt Mayen)
- St. Johannes der Jüngere (Eifelmuseum Mayen)
- Judas Thadäus d. Apostel (Eifelmuseum Mayen)
- Maria Immaculata (Eifelmuseum Mayen)

Reliefs
- Geißelung Jesu (Friedhof St. Veit, Mayen)
- Auf dem Kreuzweg (Friedhof St. Veit, Mayen)
- St. Petrus (Kath. Pfarrkirche St. Johann Bapt., St. Johann)
- Büßende Magdalena (Kath. Pfarrkirche St. Johann Bapt., St. Johann)
- Jesus am Ölberg (Friedhof St. Veit, Mayen)
- Jesus wird die Dornenkrone aufgesetzt (Friedhof St. Veit, Mayen)
- Simon hilft Jesus das Kreuz tragen (Friedhof St. Veit, Mayen)

Plastiken
- Kruzifix (Kath. Pfarrkirche St. Clemens, Mayen)
- Maria Immaculata (Kath. Pfarrkirche St. Clemens, Mayen)
- St. Josef (Kath. Pfarrkirche St. Clemens, Mayen)
- St. Katharina (Kath. Pfarrkirche St. Clemens, Mayen)
- St. Matthias (Kath. Pfarrkirche St. Clemens, Mayen)
- St. Severus (Kath. Pfarrkirche St. Clemens, Mayen)
- St. Johannes Nepomuk (Kath. Pfarrkirche St. Clemens, Mayen)
- St. Wendelin (Kath. Pfarrkirche St. Clemens, Mayen)
- St. Michael (Kath. Pfarrkirche St. Clemens, Mayen)
- Himmelfahrender Christus (Kath. Pfarrkirche St. Clemens, Mayen)